# Raffaele Merelli
Raffaele Merelli (San Ginesio, 19 agosto 1886 – Gradisca, 10 ottobre 1916) è stato un militare italiano,  insignito della Medaglia d'oro al valor militare alla memoria per il coraggio dimostrato in combattimento durante l'ottava battaglia dell'Isonzo.

## Biografia
Raffaele Merelli nacque a San Ginesio di Macerata il 19 agosto 1886, frutto dell'unione extraconiugale del padre Agostino, muratore, e una donna ignota. Affidato fin da piccolo nelle mani di Teresa Onofri, una donna vedova appartenente alla famiglia nobile Onofri e madre di due ragazze, Clotilde ed Ifigenia. Il 4 maggio 1888 il padre si sposerà con Clotilde, rendendola la madre legittima. Dopo aver completato gli studi secondari intraprese la professione di insegnante a Montedinove, poi presso le scuola elementare D. Alighieri di Monza, perfezionandosi contemporaneamente negli studi scientifici, e frequentando anche un corso di elettrotecnica. Dopo essersi spostato il 17 ottobre 1912 a San Ginesio con l'amica d'infanzia Maria Conti, insegnate, entrambi andranno a vivere a Monza, dando vita, il 23 ottobre 1914, a Manlio Giuseppe Agostino Merelli.

### L'inizio della prima guerra mondiale e le battaglie sull'Isonzo

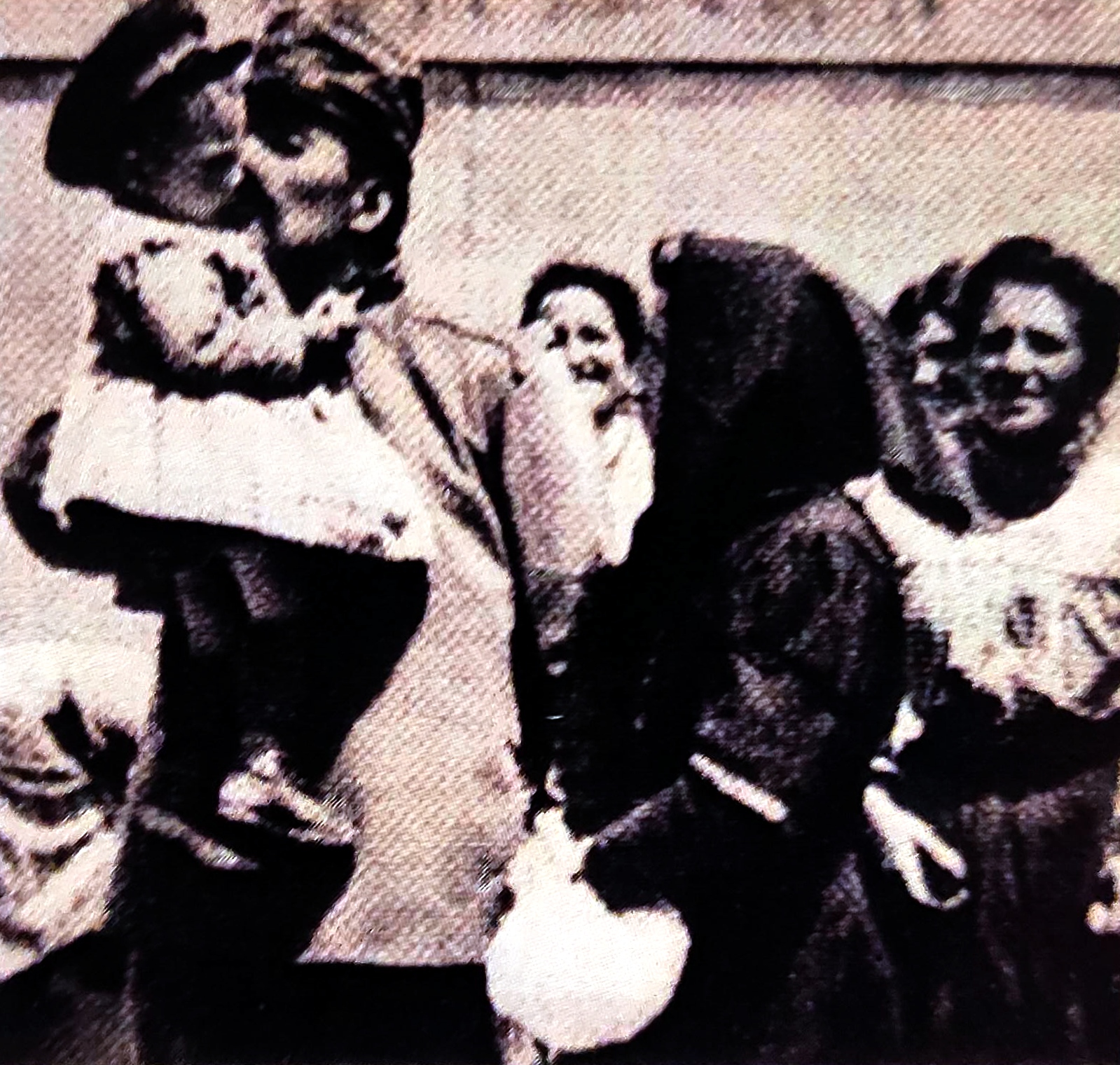
Raffaele Merelli con la moglie e il figlio

Con l'assassinio di Francesco Ferdinando a Sarajevo e l'inizio della prima guerra mondiale, Raffaele sostenne fortemente la parte interventista effettuando numerosi convegni pubblici e dopo l’entrata in guerra del Regno d’Italia, avvenuta il 24 maggio 1915, si arruolò volontario nel Regio Esercito con il grado di sottotenente della M.T.. Nel dicembre successivo fu assegnato in forza al 29º Reggimento fanteria della Brigata "Pisa", che raggiunse a Sagrado, sul fronte dell'Isonzo. Impiegato nella quinta battaglia dell'Isonzo, dopo aver inventato uno speciale apparecchio per il lancio dei tubi di gelatina atti a distruggere i reticolati nemici, fu promosso tenente nei primi mesi del 1916. Partecipò a tutti i combattimenti sostenuti dalla sua brigata a San Martino del Carso, ricevendo il 16 giugno 1916 un encomio solenne. L'encomio riporta:

Il comandante del Reggimento, Cesare Faccini, su di lui scrive:
Rimasto ferito all'occhio durante un assalto al fronte austro-ungarico nel corso della sesta battaglia dell'Isonzo, per il coraggio dimostrato il 6 agosto 1916 venne decorato con una Medaglia di bronzo al valor militare e rientrato in licenza a San Ginesio, al momento della ripartenza venne acclamato da gran parte della popolazione.
Rientrato nel mese di ottobre, partecipò all'ottava battaglia il 10 ottobre, prendendo parte ad un attacco a Lokvica durante il quale uscì volontario dalla trincee italiane per andare a verificare i danni inferti ai reticolati che proteggevano le postazioni avversarie, e poi attaccandole al comando del suo plotone.

### La morte e gli onori
Nel corso di un combattimento all’interno di una trincea avversaria fu ferito una prima volta, continuando a combattere fino all'arrivo di un colpo di fucile all'addome, che lo portò subito in gravi condizioni. Si spense il mattino successivo all’interno di una ambulanza chirurgica della 3ª Armata a Gradisca. Per il coraggio dimostrato fu decorato di Medaglia d'oro al valor militare alla memoria.
Subito dopo la conferma della morte, alla famiglia giunsero numerose lettere di condoglianze, tra cui quella del colonnello Cesare Faccini e del capitano della compagnia, William Rota. Giunta la notizia anche a Monza, il direttore della scuola dove lavorava, con una circolare del 13 novembre 1916, informa tutto il corpo docenti e il sindaco di Monza raccomandò a tutti gli insegnanti di sensibilizzare tutti i bambini.

### Annotazioni
1. ↑  Allora inquadrata nella 29ª Divisione.

### Fonti
A Roma quartiere Farnesina c'è una scuola elementare a lui dedicata. SCUOLA ELEMENTARE RAFFAELE MERELLI.
1. 1 2 3 4 5 6 7  Coltrinari 2017, p. 297.
2. 1 2 3 4 5 6 7  Combattenti Liberazione
3. 1 2 3 4 5 6 7 8  UNUCI sez. Monza e Brianza.
4. ↑  Sito web del Quirinale: dettaglio decorato.